# Melanoplus vulnus
Melanoplus vulnus är en insektsart som beskrevs av Eades 1959. Melanoplus vulnus ingår i släktet Melanoplus och familjen gräshoppor. Inga underarter finns listade i Catalogue of Life.